# Мазуры (Ельский район)
Мазуры (бел. Мазуры) — деревня в Добрынском сельсовете Ельского района Гомельской области Беларуси.

## Административное устройство
До 15 января 2023 года входила в состав Млынокского сельсовета. В связи с объединением Добрынского и Млынокского сельсоветов Ельского района Гомельской области в одну административно-территориальную единицу — Добрынский сельсовет, включена в состав Добрынского сельсовета.

## География

### Расположение
В 7 км на северо-восток от районного центра и железнодорожной станции Ельск (на линии Калинковичи — Овруч), в 184 км от Гомеля.

### Гидрография
Река Мытва (приток реки Припять).

## Транспортная сеть
Автомобильная дорога Новая Рудня — Мозырь. Планировка состоит из 2 коротких, пересекающихся между собой улиц. Жилые дома деревянные, усадебного типа.

## История
По письменным источникам известна с XVIII века как селение в Мозырском уезде Минской губернии. В 1834 году в составе поместья Михалки. Согласно переписи 1897 года действовала мастерская по обработке кож. В 1908 году в Михалковской волости. В 1931 году жители вступили в колхоз. В 1959 году в составе совхоза «Млынок» (центр — деревня Млынок).

## Население

### Численность
- 2004 год — 5 хозяйств, 6 жителей.

### Динамика
- 1795 год — 2 двора.
- 1834 год — 13 жителей.
- 1897 год — 13 дворов, 68 жителей (согласно переписи).
- 1959 год — 59 жителей (согласно переписи).
- 2004 год — 5 хозяйств, 6 жителей.